# Communauté de communes du Pays fertois (Orne)
Pour l’article homonyme, voir Communauté de communes du Pays fertois (Seine-et-Marne).
La communauté de communes du Pays fertois est une ancienne communauté de communes française, située dans le département de l'Orne et la région Normandie.

## Histoire
La communauté de communes du Pays fertois est créée par arrêté préfectoral du 23 décembre 1994.
La commune de La Ferté-Macé se retire de la communauté de communes le 1er avril 2011. Le 1er janvier 2013, Saint-Michel-des-Andaines quitte la communauté pour rejoindre La Ferté-Macé et créer la communauté de communes de La Ferté-Saint-Michel, et Couterne passe de la communauté du Pays fertois à la communauté de communes du Pays d'Andaine.
Un arrêté préfectoral du 29 mars 2016 exclut la commune déléguée d'Antoigny de la communauté de communes du Pays fertois, prévoyant son rattachement à la communauté de communes de La Ferté-Saint-Michel le 1er janvier 2017, à la suite de son intégration à la commune nouvelle de La Ferté-Macé. Cette communauté de communes est finalement dissoute le 31 décembre 2016.
La communauté de communes du Pays fertois est dissoute le 31 décembre 2016 et fusionne avec la communauté de communes du Bocage Carrougien pour former la communauté de communes du Pays fertois et du Bocage carrougien, hormis les communes  de Lonlay-le-Tesson, des Monts d'Andaine et la commune déléguée d'Antoigny qui rejoignent Flers Agglo,.

## Composition
Au moment de sa dissolution, la communauté regroupait dix communes et une commune déléguée (Antoigny) :
| Nom                     | Code Insee | Gentilé      | Superficie (km2) | Population (dernière pop. légale) | Densité (hab./km2) |
| ----------------------- | ---------- | ------------ | ---------------- | --------------------------------- | ------------------ |
| Magny-le-Désert (siège) | 61243      | Magnaciens   | 33,34            | 1 449 (2014)                      | 43                 |
| Antoigny                | 61004      | Antoniaciens | 4,82             | 122 (2021)                        | 25                 |
| Beauvain                | 61035      | Beauvinois   | 12,46            | 261 (2014)                        | 21                 |
| La Chaux                | 61104      |              | 5,06             | 50 (2014)                         | 9,9                |
| Joué-du-Bois            | 61209      | Gaudiacéens  | 21,08            | 420 (2014)                        | 20                 |
| Lonlay-le-Tesson        | 61233      | Lonlayens    | 12,37            | 239 (2014)                        | 19                 |
| Méhoudin                | 61257      | Méhoudinois  | 3,85             | 126 (2014)                        | 33                 |
| Les Monts d'Andaine     | 61463      |              | 38,08            | 1 799 (2014)                      | 47                 |
| La Motte-Fouquet        | 61295      | Mottais      | 9,32             | 154 (2014)                        | 17                 |
| Saint-Ouen-le-Brisoult  | 61439      |              | 9,75             | 125 (2014)                        | 13                 |
| Saint-Patrice-du-Désert | 61442      |              | 20,48            | 203 (2014)                        | 9,9                |

## Administration
| Période      | Période       | Identité      | Étiquette | Qualité                                                     |
| ------------ | ------------- | ------------- | --------- | ----------------------------------------------------------- |
| janvier 1995 | décembre 2016 | Daniel Miette | DVD       | Maire de Magny-le-Désert, conseiller général de 1970 à 2008 |